# Gaetano Belloni
Pour les articles homonymes, voir Belloni.
Gaetano Belloni (né le 26 août 1892 à Pizzighettone, dans la province de Crémone en Lombardie et mort le 9 janvier 1980 à Milan), est un coureur cycliste italien, qui s'illustre dans les années 1920, en remportant, notamment, le Tour d'Italie 1920.

## Palmarès

### Palmarès sur route
- 1914
  -  Champion d'Italie amateurs
  - Tour de Lombardie amateurs
  - Coppa del Re
- 1915
  - Tour de Lombardie
  - San Remo-Ventimiglia-San Remo
  - Milan-Varèse amateurs
  - Corsa Primaverile
- 1916
  - Milan-Varèse
- 1917
  - Milan-San Remo
  - Milan-Varèse
  - Tour de la province de Milan a (avec Alfredo Sivocci)
  - 2e de Milan-La Spezia
  - 6e du Tour de Lombardie
- 1918
  - Tour de Lombardie
  - Milan-Modène
  - Milan-Turin
  - 2e de Milan-San Remo
  - 3e de Milan-Varèse
- 1919
  - 5e étape du Tour d'Italie
  - 2e du Tour d'Italie
  - 2e du Tour de Lombardie
  - 2e du Tour du Piémont
  - 2e de Rome-Trente-Prieste
  - 3e du Tour de la province de Milan (avec Alfredo Sivocci)
- 1920
  - Tour d'Italie :
    - Classement général
    - 2e, 3e, 7e et 8e étapes

  - Milan-San Remo
  - Milan-San Pellegrino
  - 2e du championnat d'Italie sur route
  - 2e de Milan-Turin
  - 3e du Tour de Lombardie
  - 3e du Tour du Piémont
- 1921
  - Tour de la province de Milan b (avec Angelo Gremo)
  - 5e, 9e et 10e étapes du Tour d'Italie
  - 2e du Tour de Lombardie
  - 2e de Milan-San Pellegrino
  - 2e de la Corsa del XX Settembre
  - 3e du Tour de la province de Milan a (avec Angelo Gremo)
- 1922
  - Tour de la province de Milan a (avec Costante Girardengo)
  - Tour de la province de Milan b (avec Giovanni Brunero)
  - 1re et 3e étapes du Tour d'Italie
  - 2e du Tour de Romagne
  - 2e du Tour du lac Léman
  - 6e de Paris-Roubaix
- 1923
  - 2e de Milan-Turin
  - 2e de Milan-San Remo
- 1924
  - 2e de Milan-San Remo
  - 2e du Tour de Vénétie
  - 2e du Tour d'Émilie
  - 2e du Tour de la province de Milan b (avec Pietro Linari)
  - 6e du Tour de Lombardie
- 1925
  - Milan-Modène
  - Tour du Piémont
  - 5e et 12e étapes du Tour d'Italie
  - 2e de la Corsa del XX Settembre
  - 3e du championnat d'Italie sur route
  - 4e du Tour d'Italie
- 1926
  - 4e de Milan-San Remo
- 1927
  - Tour de Cologne
  - 4e du championnat du monde sur route
- 1926
  - 4e de Milan-San Remo
- 1928
  - Tour de Lombardie
- 1929
  - Corsa del XX Settembre
  - 1re étape du Tour d'Italie

### Résultats sur les grands tours

#### Tour d'Italie
11 participations :
- 1919 : 2e, vainqueur de la 5e étape
- 1920 : vainqueur du classement général et des 2e, 3e, 7e et 8e étapes, 5 jours leader de la course
- 1921 : 2e, vainqueur des 5e, 9e et 10e étapes, 2 jours leader de la course
- 1922 : abandon, vainqueur des 1re et 3e étapes, 3 jours leader de la course
- 1923 : abandon
- 1924 : abandon
- 1925 : 4e, vainqueur des 5e et 12e étapes
- 1928 : abandon
- 1929 : abandon, vainqueur de la 1re étape, 3 jours leader de la course
- 1931 : abandon
- 1932 : abandon

#### Tour de France
2 participations :
- 1920 : abandon (1re étape)
- 1930 : non-partant (5e étape)

### Records
- Record des 6 heures : 217,232 km en 1916
- Record des 3 heures : 113,031 km en 1916

### Palmarès sur piste
- 1922
  - Six Jours de New York (avec Alfred Goullet)
- 1926
  - 2e des Six Jours de New York (avec Franco Giorgetti)
- 1928
  - 2e des Six Jours de New York (avec Anthony Beckman)
- 1929
  - Six Jours de Chicago (avec Reginald McNamara)
  - 3e des Six Jours de New York (avec Anthony Beckman)
- 1930
  - Six Jours de New York (avec Gérard Debaets)
- 1935
  - 3e des Six Jours de New York (avec Tino Reboli (de))